# Провулок Асташкіна
Прову́лок Аста́шкіна — коротка (90 м) вулиця в історичному центрі міста Одеса (Приморський район), пов'язує вулицю Асташкіна зі Старопортофранківською.
Поштовий індекс Укрпошти — 65020.

## Історія
Відомий з 20 вересня 1902 року. До 1971 року Провіантський провулок.
Сучасна назва на честь Героя Радянського Союзу Михайла Єгоровича Асташкіна, льотчика-винищувача 69-го винищувального авіаполку, що повторив 14 вересня 1941 року подвиг Гастелло в небі під Одесою .

## Пам'ятки
- Будинок №1 - Прибутковий будинок О. Едике (XIX ст., архітектор Плоновський І. І.)[2]
- Будинок №3 - Прибутковий будинок С. Лазаріді (I-II третини XIX ст.)[3]